# Ghostbusters – Spökligan
Ghostbusters – Spökligan (engelska: Ghostbusters) är en amerikansk långfilm från 1984 i regi av Ivan Reitman. Huvudrollerna spelas av Dan Aykroyd, Bill Murray, Sigourney Weaver och Harold Ramis. Filmen hade biopremiär i USA den 8 juni 1984.

## Handling
När universitetet ska spara in på den parapsykologiska avdelningen startar forskarna Dr Venkman (spelad av Bill Murray), Dr Spengler (Harold Ramis) och Dr Stantz (Dan Aykroyd) en privat firma vid namn Ghostbusters. De specialiserar sig på att utrota övernaturliga plågoandar. En dag får de ett mycket speciellt uppdrag. Dana Barrett (Sigourney Weaver) menar nämligen att hennes kylskåp är ingången till den andliga världen och plötsligt står Ghostbusters inför en uppgift som är mycket svårare än att fånga ett vanligt spöke.

## Rollista i urval
- Bill Murray – Dr. Peter Venkman
- Dan Aykroyd – Dr. Raymond Stantz
- Sigourney Weaver – Dana Barrett
- Harold Ramis – Dr. Egon Spengler
- Rick Moranis – Louis Tully
- Annie Potts – Janine Melnitz
- William Atherton – Walter Peck
- Ernie Hudson – Winston Zeddemore
- David Margulies – Mayor Lenny
- Slavitza Jovan – Gozer (röst av Paddi Edwards)
- Ivan Reitman – Zuul / Slimer (röst)

## Utvecklingen

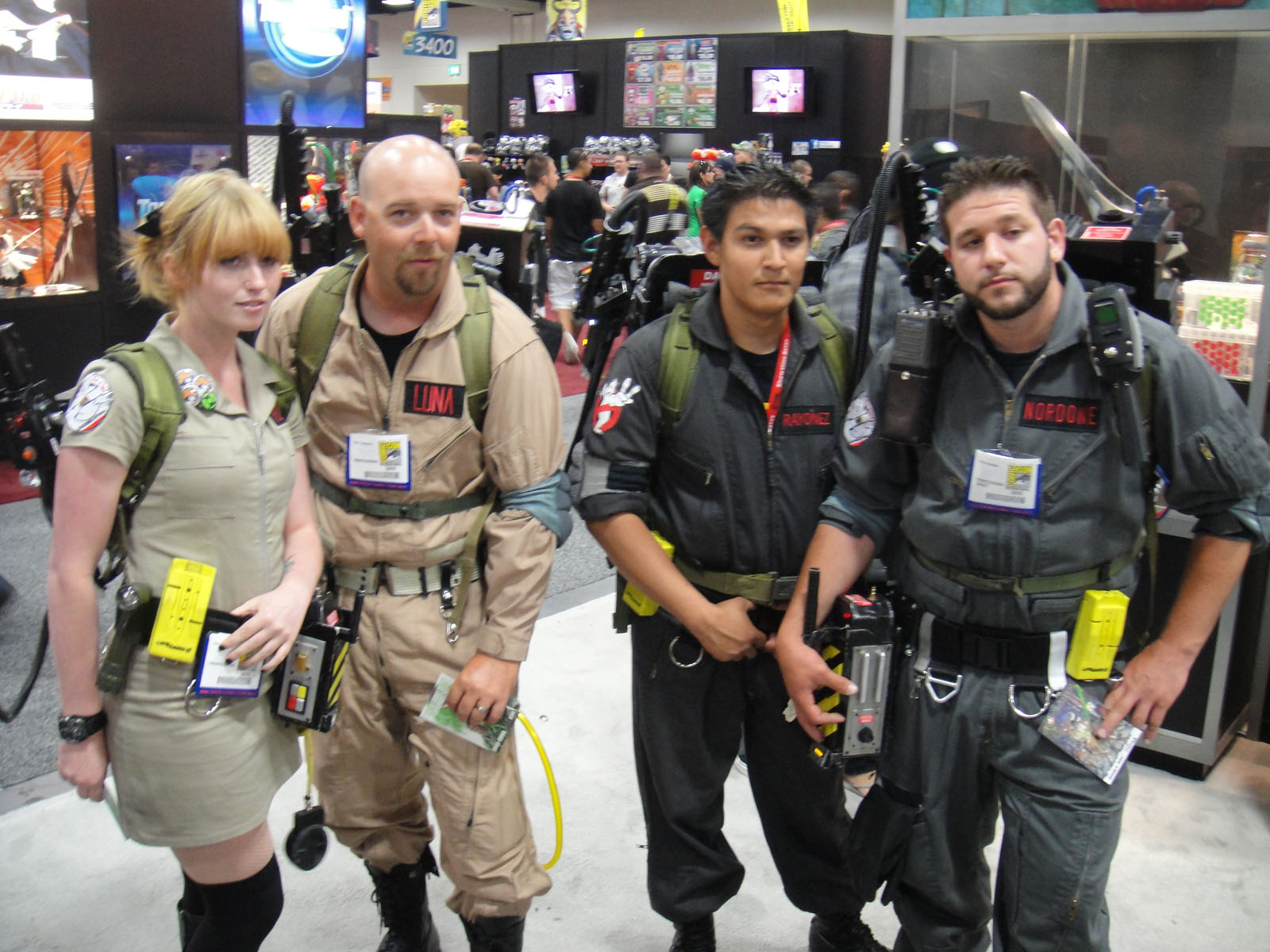
Personer utklädda till Ghostbusters

## Om filmen
- Filmen hade svensk premiär 7 december 1984[1] på biograferna Ri-Tvåan, Filmstaden 1, Sandrew 1, Victoria 1 o 2, och Kista Bio i Stockholm.
- Titelmelodin av Ray Parker Jr. blev en stor hit.
- Filmen fick en uppföljare, Ghostbusters 2. Senare gjordes också en tecknad TV-serie, The Real Ghostbusters.
- Filmen fick en attraktion mellan 1990 och 1996, Ghostbusters Spooktacular.
- William Atherton blev efter filmens premiär ofta kallad det tillmäle Aykroyd använder i borgmästarens kontor och var mycket upprörd.
- Namnet kom ursprungligen från amerikanska barnprogrammet The Ghost Busters producerad av Filmation. Columbia Pictures köpte rättigheter för att använda namnet till filmen men det utbröt konflikt mellan bolagen när The Real Ghostbusters baserad på långfilmen och Filmation's Ghostbusters baserad på The Ghost Busters kom.
- Rollen som Peter Venkman var skriven för John Belushi som tragiskt dog av drogöverdos.[2]